# Pauline Soullard
Pauline Soullard (Cholet, 24 aprile 1985) è una pallavolista francese.
Gioca nel ruolo di centrale nel Béziers Volley.

## Carriera
La carriera di Pauline Soullard comincia nella squadra giovanile del Les Herbiers VB. Nel 1999 passa all'AS Landaise Vendée, dove resta per due stagioni, per poi passare all'INSEP, una polisportiva.
Nel 2003 inizia la sua carriera da professionista esordendo nel massimo campionato francese con la maglia del Volley Ball Club Riom Auvergne dove resta per tre stagioni, fino al 2006, quando il club fallisce: unico risultato di rilievo, una finale di Coppa di Francia, persa contro il Racing Club de Cannes.
Nell'estate 2006 ottiene le prime convocazioni con la nazionale francese e lo stesso anno passa a La Rochette Volley, club con il quale raggiunge nuovamente la finale di Coppa di Francia, perdendo sempre contro la squadra di Cannes: il connubio si interrompe nel 2009, anno in cui la società fallisce. Con la nazionale ottiene un quarto posto all'European League 2009 e partecipa al campionato europeo 2009.
Nella stagione 2009-10 viene ingaggiata dallo SF Paris Saint-Cloud, mentre in quella successiva passa al Béziers Volley.